# Амурру

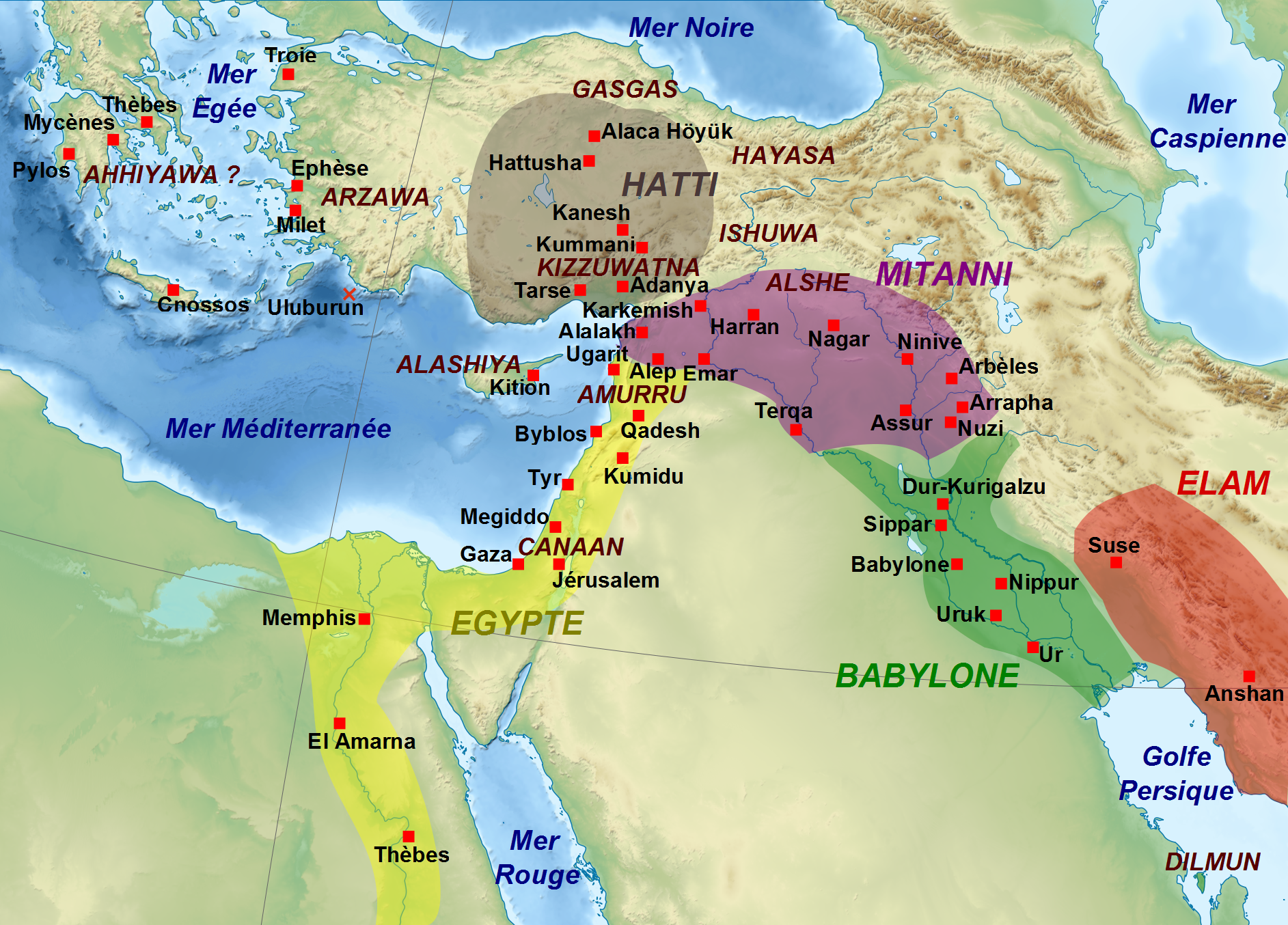
Амурру на північ від Ханаана в XIV ст. до н. е.

34°34′11″ пн. ш. 36°13′55″ сх. д. / 34.56972222° пн. ш. 36.23194444° сх. д.
Амурру — аккадська назва Заходу, а саме регіону на захід від Євфрату аж до узбережжя Середземного моря, що приблизно збігається із сучасною Сирією. Можливо позначало більш конкретну територію центральної та південної Сирії протягом першої половини ІІ тис. до н.е. Амурру стало політичною одиницею лише в епоху Амарни. 
З XIV ст. до н.е. стародавня держава на півночі сучасного Лівану. Назва походить від семітського народу, що аккадською мовою звучить як амуррум (переклад — «західний»), що відоме у спотвореному вигляді — амореї. Це свідчить, що державу заснували західносемітські племена, основою як були амореї, або вони належали до правлячої династії.

## Історія
До середини XIV ст. до н.е. царство Амурру розвинулося з високогірних регіонів по обидва боки річки Елевферос, сучасний Нар аль-Кабір, на значну територію між середнім Оронтом та центральним узбережжям Леванту, яка приблизно утворюється в межах трикутника, утвореного трьома головними єгипетськими містами-фортецями під час походів Тутмоса III до Сирії: Уллазою, Цумуром і Туніпом. Держава Амурру межувала з Біблом і Угаритом, та сягала царства Мітанні.
Засновником держави Амурру був Абді-Асірта, виходець з напіваморейської-напівхуритської родини. За його правління завоювання економічно процвітаючих низовин та узбережжя було здійснено за допомогою потужних бойових сил хабіру, а пізніше було розширено та зміцнено його сином Азіру, який встановив чіткі межі царства.
Спочатку держава підпорядковувалась єгипетському суверенітету за фараонів Аменхотепа III та Ехнатона. Але згодом, Амурру стала найпівденнішою провінцією Хеттської імперії після втечі Азіру. Вона знову потрапила під єгипетський вплив після сирійських походів фараона Сеті I і, ймовірно, стала офіційним союзником Єгипту у знаменитій битві при Кадеші у 1274 р. до н.е., після якої Амурру повернувся під контроль хеттів. Царство залишалося васалом хеттів до падіння Хеттської імперії на рубежі XII ст. до н.е. Відомо, що четверо з шести послідовних царів, які складали династію Амурру, а саме: Азіру, Дуппі-Тешшуп, Бентешина та Шаушгамува, підписали васальний договір з хеттським царем (можливо Хаттусілі III), і Бентешина та Шаушгамува одружилися з хеттськими принцесами. Також були підписані угоди між Амурру та сусідніми царствами, такими як Угарит і Кадеш, а також відомі два змішані шлюби та одне розлучення між дворами Амурру та Угариту. Несемітські імена, які носили нащадки Азіру, ймовірно, прийняті під час коронації, свідчать про хеттський вплив. Хоча столиця, з якої вони правили, ніде не згадується, ймовірно, що архітектурні залишки, виявлені в Тель-Казель, стародавньому Цумурі, зберігають частину королівського палацу.
У 20-рр. XIII століття до н.е. держава зазнала навали «народів моря» та незабаром припинила своє існування. Переможці на початку XII ст. до н.е. утворили власну державу Палістін.
У торгівлі з іншими державами Амурру відома як експортер деревини, вина, бальзамів та пахощів.

## Список відомих правителів Амурру
- Абді-Асірта (ок. 1380 р. до н. е.)
- Азіру (1340–1315 р. до н. е.)
- Арі-Тешшуп (1315–1313 р. до н. е.)
- Дуппі-Тешшуп (1313–1280 р. до н. е.)
- Бентешина (1280–1275 р. до н. е., перше правління)
- Шапілі (1275–1260 р. до н. е.)
- Бентешина (1260–1230 р. до н. е., друге правління)
- Шаушгамува (1230–1210 р. до н. е.)